# Dastum
Dastum (['dastym]; [daʃtym]) est une association loi de 1901 qui s'est donné pour mission le collectage, la sauvegarde et la diffusion du patrimoine oral de l’ensemble de la Bretagne historique : chansons, musiques, contes, légendes, histoires, proverbes, dictons, récits, témoignages…

## Historique
Dastum (ramasser, rassembler, recueillir en breton) a été créée en 1972 par un groupe de sonneurs (Michel Prémorvan, Yves Berthou, Daniel L'Hermine, Jean-Yves Le Maître, Guy Jacob et Patrick Malrieu) désireux de retourner aux sources de la musique bretonne et celtique. Son ambition est de collecter, conserver et mettre en valeur le patrimoine oral breton et notamment son patrimoine musical (vocal et instrumental). La confédération Kendalc'h leur accorde une aide financière, mais ils doivent surtout compter sur leurs propres ressources et leur temps de loisir,.
Dans un premier temps, ils prospectent en s'adressant aux collecteurs et aux organismes (comme les archives de la fac de Rennes) qui leur fournissent des copies de leurs enregistrements. Dans un second temps, à l'aide d'un réseau de correspondants, ils parcourent les campagnes pour enregistrer eux-mêmes des chanteurs et des instrumentistes, et à chercher de nouvelles adresses. Chacun se consacre à une région précise pour pouvoir ensuite confronter les styles, les variantes et les répertoires.
Les plus anciens enregistrements collectés sont des copies de rouleaux de cire enregistrés par François Vallée en juillet 1900. On y trouve en particulier des chants de Marc'harid Fulup, la grande chanteuse de François-Marie Luzel. Le travail de collecte a permis de sauver de l'oubli et de mettre à la disposition du public une masse considérable de documents sonores (plus de 30 000 pièces chantées ou instrumentales, 2 000 disques), des documents écrits (près de 20 000 chants issus de livres, revues, manuscrits…), des contes et documents iconographiques (photos de familles, cartes postales…). En particulier, est mis à la disposition de publique, une vaste documentation sur les sonneurs de biniou et de bombarde (9 dossiers, 6 classeurs, 1 fichier de 1000 à 1500 photos et un fichier de plusieurs centaines de fiches biographiques). Toutes ces informations permettent de mieux comprendre la culture bretonne, notamment la culture populaire.

## Objectif de Dastum
Son objectif est de rendre accessible ce patrimoine oral à un public le plus large possible. La restitution au public passe par la mise en place d’un réseau de points de consultation donnant accès aux documents numérisés.

## Actions de Dastum

Les bureaux de Dastum en Loire-Atlantique, situés 69 rue de Bel-Air à Nantes.

Dastum met en œuvre plusieurs actions :
- la collecte et numérisation des fonds (disques de cire, disques vinyle et cassettes audio), afin de les pérenniser et de mieux les diffuser,
- la diffusion par l'édition et la vente par correspondance. La phonothèque se considère comme un service public sans but lucratif.

Dastum est le premier organisme de ce type à avoir été créé en France, avant d'être imité dans d'autres régions.
- la mise à disposition sur son site www.dastum.net de catalogues de ses bases documentaires ainsi que d’un nombre croissant de documents numérisés librement consultables,
- la mise en place d’un réseau de points de consultation donnant accès aux documents numérisés, présents dans différentes structures conventionnées (pôles associés, écoles de musique, archives, médiathèques, écoles bilingues, universités…),
- l'établissement de conventions avec des particuliers (chercheurs, professeurs de musique, membre-consultants…) pour la consultation à distance,
- une politique éditoriale (livres, revue et CD) fondée sur la mise à disposition d’archives rares ou inédites, accompagnés de témoignages, commentaires et analyses croisés des porteurs de traditions, collecteurs, chercheurs, artistes, sur ce patrimoine,
- l’organisation de conférences, de colloques ou d’expositions,
- la formation.

## Compléments